# 마이클 앤더슨 (야구 선수)
마이클 앤더슨(Michael James Anderson, 1966년 7월 30일 ~ )은 한국 프로야구 LG 트윈스와 쌍방울 레이더스 소속으로 뛰었던 투수다.
LG 트윈스에서의 첫 해인 1998년 주전 마무리로 뛰던 마이클 앤더슨은 중반 이후 부진을 보여 당시 LG 트윈스 감독 천보성은 1996년 중반부터 선발로 전향한 김용수를 선발-구원-마무리로 마구잡이 투입시키는 소강수를 둬야 했다.
그 뒤,  1998년 외국인 선수를 영입하지 못한 쌍방울 레이더스와 계약 성공 후 제이크 비아노와 함께 쌍방울 레이더스에서 1999년 한해동안 뛰었는데, 2승 9패 방어율 6.75로   부진을 면치 못했다.